# Canek Sánchez Guevara
Canek Sánchez Guevara (La Habana, 22 de mayo de 1974-Ciudad de México, 21 de enero de 2015) fue un autor, fotógrafo, músico y disidente cubano. Nieto del revolucionario argentino Che Guevara, creció en la capa superior de la sociedad cubana posrevolucionaria, pero pronto se desilusionó con el gobierno de Fidel Castro. Después de la muerte de su madre, se exilió en México, donde trabajó como escritor para Proceso, escribiendo críticas al gobierno cubano. Murió en 2015, después de complicaciones con una cirugía cardíaca.

## Biografía
Canek Sánchez Guevara nació en la capital cubana de La Habana el 22 de mayo de 1974. Era hijo del activista de izquierda mexicano Alberto Sánchez Hernández y de Hildita Guevara Gadea, la hija mayor del revolucionario argentino Che Guevara. Recibió su nombre de Canek (Serpiente Negra), un título para una antigua línea de monarcas mayas.
Sánchez Guevara se crio en una mansión en el exclusivo distrito de Miramar, donde su madre trabajaba en un centro de propaganda del gobierno. Fue llevado al extranjero para estudiar en Italia, España y México, antes de regresar a Cuba en 1986. Durante su adolescencia, llegó a admirar a su difunto abuelo, aunque también luchó con la expectativa de estar a la altura del legado del Che, ya que los cubanos le decían, en sus propias palabras, "cómo comportarme, qué debía hacer y qué no, qué cosas decir y qué otras callar". A medida que crecía, Sánchez Guevara se desilusionó cada vez más con el gobierno de Fidel Castro, al que comparó con una monarquía, debido a su represión de activistas y artistas disidentes. Cayó en la subcultura punk de La Habana y formó una banda de heavy metal, que lo puso bajo la vigilancia de la policía cubana. Un concierto ilegal al que asistió fue allanado por la policía, que lo arrestó y le realizó un registro de cavidades corporales.
Cuando cumplió 21 años, la madre de Sánchez Guevara se estaba muriendo de cáncer en un hospital de La Habana, donde ambos discutieron sobre el estado de la revolución cubana. Hildita consideraba que el régimen existente se había estancado, pero aún soñaba con un futuro "sistema comunista con rostro humano". Canek era más pesimista, declarando que el Che "nunca hubiera aprobado lo que se ha convertido en esta revolución", señalando que la represión política era mucho más dura que en la época de su abuelo. Después de la muerte de su madre, en 1996, Sánchez Guevara se exilió voluntariamente.Se instaló en la ciudad mexicana de Oaxaca de Juárez, donde trabajó como artista, músico y autor.
En su columna para la revista Proceso, criticó al régimen cubano no solo por ser antidemocrático, sino también por ser anticomunista. En octubre de 2004 escribió en Proceso que: “La revolución parió una burguesía, aparatos represivos dispuestos a defenderla del pueblo y una burocracia que la alejaba de éste. Pero sobre todo fue antidemocrática por el mesianismo religioso de su líder”. Denunció además “la criminalización de la diferencia”, los medios de persecución de “homosexuales, hippies, librepensadores, sindicalistas y poetas” y la instauración de una “burguesía socialista”. Concluyó con una declaración en la que decía: “Todas mis críticas a Fidel Castro parten de su alejamiento de los ideales libertarios, de la traición cometida en contra del pueblo de Cuba y de la espantosa vigilancia establecida para preservar al Estado por encima de sus gentes”. Por sus críticas al régimen cubano fue insultado y denunciado por varios activistas procastristas, incluida su propia tía Aleida Guevara. Respondió comparando el castrismo con el fanatismo religioso.
En 2006, escribió que "sólo soy un egoísta que aspira a ser un hombre libre, un egoísta que sabe que el egoísmo nos pertenece a todos y que éste ha de ser solidario si se quiere pleno: en otras palabras, que mi libertad sólo es válida si la tuya también lo es, si mi libertad no aplasta tu libertad ni la tuya a la mía".
El 21 de enero de 2015, Sánchez Guevara murió debido a complicaciones con una cirugía cardíaca. En 2016, varios de sus libros fueron publicados póstumamente. Estos incluyen su autobiografía Diario sin motocicleta y la novela 33 revoluciones.